# Rhododendron longistylum
Rhododendron longistylum là một loài thực vật có hoa trong họ Thạch nam. Loài này được Rehder & A. Wilson miêu tả khoa học đầu tiên năm 1913.